# Erwin Puschmann
Erwin Puschmann (* 8. Februar 1905 in Wien, Österreich-Ungarn; † 7. Jänner 1943 ebenda) war ein österreichischer Kommunist und Widerstandskämpfer nach dem Anschluss Österreichs an das Deutsche Reich im März 1938.

## Leben
Nach seiner Lehre war Puschmann Mitglied der Sozialistischen Arbeiter-Jugend, trat aber 1923 dem Kommunistischen Jugendverein (KJV)  bei. Im September 1925 reiste er mit der ersten österreichischen Jungarbeiterdelegation in die Sowjetunion. Durch seine Arbeitslosigkeit ab 1929 widmete er sich verstärkt dem aktiven Sport. Seine Mitgliedschaft im Sportklub „Westend“ nutzte er nicht nur zu sportlicher Betätigung, sondern wirkte auch als politischer Agitator. Im Jahr 1930 wurde Puschmann Mitglied der KPÖ. Nach dem Verbot des Sportvereins „Westend“ 1933, gründete Puschmann den Arbeitersportverein „Olympia 1933“.
Durch sein politisches Engagement musste Erwin Puschmann während der Zeit des Austrofaschismus mehrmals Haftstrafen und einen Aufenthalt im Anhaltelager Wöllersdorf antreten. Nach einem Schulungsaufenthalt in Moskau 1935, ging er 1937 nach Prag und, inzwischen zur Parteiführung gehörend, nach Paris. Nach dem Einmarsch der Deutschen wanderte er nach Jugoslawien aus. Von dort aus organisierte er den Wiederaufbau der Strukturen der KPÖ und kehrte als Kopf der illegalen Parteileitung nach Wien zurück. Dieser dritten illegalen Leitungsgruppe der KPÖ in Österreich gehörte auch Hedy Urach an.

## Verhaftung und Hinrichtung
Puschmann, der unter dem Decknamen „Gerber“ von Bratislava und Wien aus agierte, hatte unter anderem Kontakt zu Willi Frank und Anton Reisinger aber auch zu Kurt Koppel, Deckname „Ossi“, der als Spitzel für die Gestapo tätig war. Koppel war Puschmann schon aus dem KJV bekannt. Am 22. Januar 1941 wurde Puschmann verhaftet. Margarete Schütte-Lihotzky schildert die Festnahme so:
„‚Gerber‘ saß mir gegenüber an einem kleinen Tischchen am Fenster. […] Er gab mir noch ein Zettelchen […], als plötzlich […] zwei Männer auf uns losstürzten. Ihre starren, ausdruckslosen Gesichter habe ich heute noch vor Augen, ebenso wie mir ihr aufgeregtes Schnaufen in den Ohren klingt. Ihre Erregung war begründet: Hatten sie doch mit Erwin Puschmann, den bis dahin höchsten Funktionär der KPÖ, den Kopf der ganzen Organisation der kommunistischen Widerstandsbewegung in Österreich in ihre Hände bekommen.“ 
Nach mehreren Verhören in der Wiener Gestapozentrale am Morzinplatz wurde der Prozess am 22. September 1942 eröffnet. Neben Puschmann saßen auch Franz Sebek, Anna und Franz Haider, Margarete Schütte und Karl Lisetz auf der Anklagebank. Lisetz, Puschmann und Sebek wurden zum Tode verurteilt und im Hof des Wiener Landesgerichts geköpft.

## Gedenken
Nach Erwin Puschmann sind unter anderem die Erwin-Puschmann-Gasse im 14. Wiener Gemeindebezirk und die Erwin-Puschmann-Straße in Steyr benannt. Eine Gedenktafel erinnert auf dem Sportplatz des Slovan-Hütteldorf AC, Wien 14, an ihn. Des Weiteren findet sich sein Name auf einer Gedenktafel im Haus der KPÖ zur Erinnerung an zwölf während der NS-Zeit ermordete KPÖ-Funktionäre.